# Essential (Pet Shop Boys)
Essential è la quarta raccolta del gruppo musicale britannico Pet Shop Boys, pubblicata nel 1998 in edizione limitata negli Stati Uniti e successivamente anche in Giappone.
Il disco rimase disponibile per soli sei mesi, arrivando ad esaurire tutte le sue 100 000 copie. La versione promozionale aveva come titolo Early.
La compilation non rappresenta una vera e propria "raccolta dei successi" dei Pet Shop Boys, essenzialmente per due motivi: 
- essa è composta da diversi remix di brani dei loro precedenti album, per lo più inclusi nei b-side dei loro singoli prodotti. Da notare che diverse tracce non erano disponibili su formato disco prima della sua pubblicazione.
- pubblicata a fine anni novanta, la compilation è incentrata su materiale prodotto attorno agli anni ottanta.

Il libretto al suo interno contiene un articolo scritto dal giornalista musicale Chris Heath.

## Tracce
1. Domino Dancing (Alternative Version) - 4.42
2. West End Girls (Dance mix) - 6.29
3. Opportunities (Original 7" Version) - 3.48
4. Paninaro (7" Version) - 4.40
5. That's My Impression (7" Version) - 4.48
6. We All Feel Better In The Dark (Extended mix) - 6.47
7. It Couldn't Happen Here (LP Version) - 5.20
8. It's Alright (7" Version) - 4.20
9. Left to My Own Devices (7" Version) - 4.46
10. In The Night (remix) - 6.28
11. Two Divided By Zero (LP Version) - 3.36
12. Love Comes Quickly (Dance mix) - 6.48
13. Being Boring (Extended Version) - 10.40